# Ilorin
Ilorin es la ciudad capital del Estado de Kwara en el oeste de Nigeria. Su población es de  847,582 habitantes (2007), siendo la decimotercera ciudad más populosa de Nigeria.

## Historia

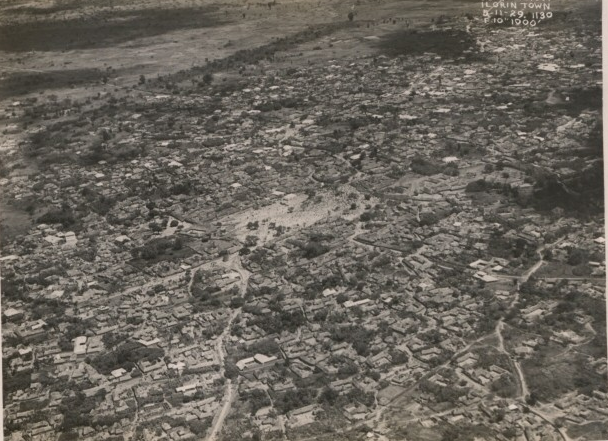
Vista aérea de Ilorin en 1929.

Ilorin fue fundada en 1450 por los Yoruba, uno de los tres grupos étnicos principales de Nigeria. Se convirtió en la sede de los cuarteles provinciales del antiguo reino Oyo, posteriormente fue un protectorado de Nigeria del Norte cuando Shehu Alimi, un descendiente de Shehu Usman Dan-Fodio, tomó el control de la ciudad de la mano de la penetración del islamismo.  La capital fue ocupada por la Royal Niger Company en 1897 y sus tierras fueron incorporadas a la colonia británica de Northern Nigeria en 1900, aunque el emirato continuó realizando funciones ceremoniales. Si bien en la ciudad existe una fuerte influencia islámica consecuencia de las incursiones desde el norte, en la actualidad la fe cristiana es muy practicada como consecuencia del ingreso a la ciudad de un flujo importante de inmigrantes provenientes de otras partes del Estado de Kwara y de Nigeria. Ilorin es la capital oficial del estado de Kwara.

## Educación
Aloja tres universidades: la Universidad de Ilorin, la Universidad de Al-Hikmah, y la Universidad del Estado de Kwara.